# Paratilapia polleni

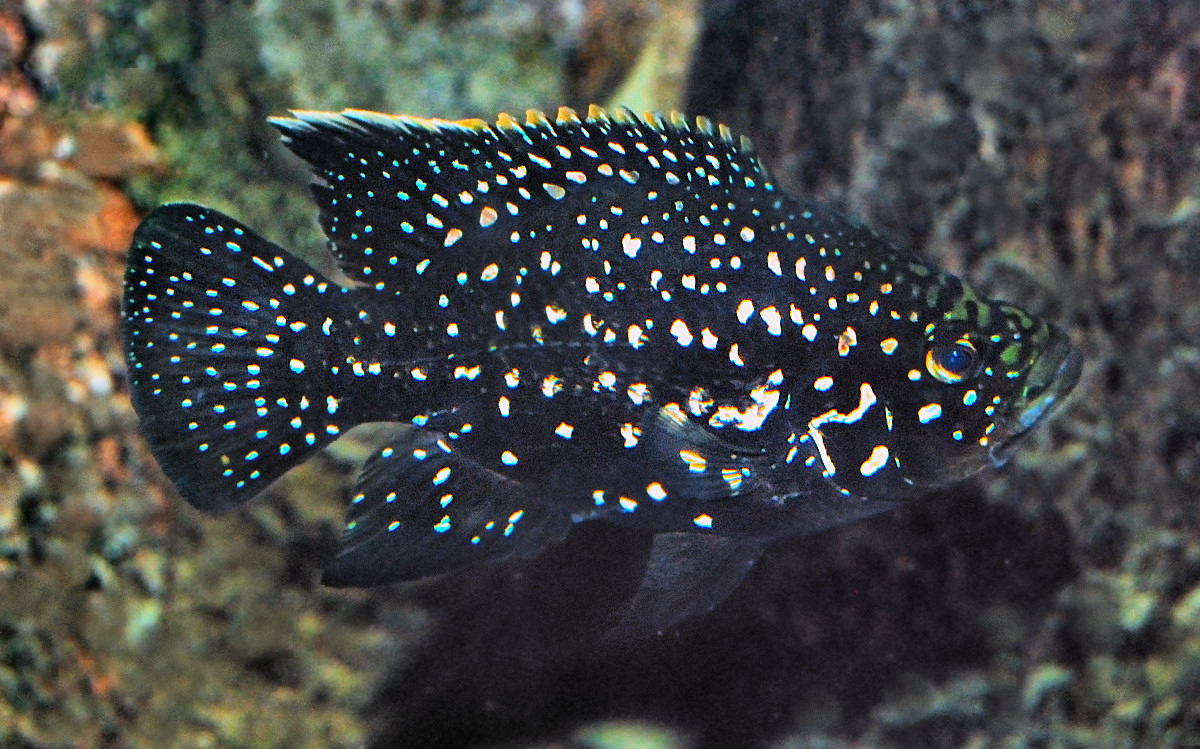
Jüngeres Exemplar

Paratilapia polleni ist eine Buntbarschart, die endemisch in Madagaskar vorkommt. Die einheimische Bezeichnung von Paratilapia polleni lautet Marakely, was „Schwarzer Fisch“ bedeutet, davon abgeleitet ist die manchmal verwendete deutsche Bezeichnung Marakeli-Buntbarsch.

## Merkmale
Paratilapia polleni wird maximal 30 cm lang, wobei Weibchen etwas kleiner bleiben. Die Fische haben einen hochrückigen, von Kammschuppen bedeckten Körper. Das spitze, leicht vorstülpbare (protraktile) Maul ist mit zahlreichen konisch geformten Zähnen besetzt. Die konischen Zähne und das Fehlen einer Zahnplatte an der vierten Ceratobranchiale („Schlundkiefer“) unterscheidet Paratilapia polleni von allen anderen madegassischen Buntbarschen. Die Fische sind dunkel gefärbt und zeigen zahlreiche metallisch blau oder golden glänzende Flecke. Jungfische zeigen einen Tilapiafleck.

## Lebensweise
Paratilapia polleni kommt in verschiedenen Gewässern vor, darunter kleine und mittelgroße Flüsse und Seen. Die Fische ernähren sich von aquatischen Wirbellosen, von Insekten, die auf die Wasseroberfläche gefallen sind, und von kleineren Fischen. Paratilapia polleni ist monogam und ein Substratlaicher. Das Gelege umfasst mehrere tausend rosige Eier, die mit Filamenten miteinander verbunden sind, ein Merkmal, das bei den Gelegen anderer Buntbarscharten nicht vorkommt. Nach dem Schlupf werden die Jungfische relativ lange von den Eltern betreut. Die Jungfische werden mit einem Alter von ca. 12 Monaten geschlechtsreif. Männchen sind dann etwa 5,5 cm lang, Weibchen etwas kleiner.

## Systematik
Art und Gattung wurden 1868 durch den niederländischen Naturforscher Pieter Bleeker beschrieben. Paracara typus, ebenfalls von Bleeker im Jahr 1878 beschrieben, gilt heute als Synonymbeschreibung. In den folgenden Jahren wurden etwa 90 weitere, vom afrikanischen Festland stammende Arten der Gattung zugeordnet, später aber ausnahmslos in andere Gattungen gestellt. Aus Madagaskar sind einige bisher unbeschriebene Buntbarschformen bekannt, z. B. aus den Seen Alaotra und Ihotry, die in Zukunft der Gattung Paratilapia zugeordnet werden könnten. Paratilapia ist die basale Schwestergattung der vier übrigen Buntbarschgattungen der Unterfamilie Ptychochrominae.

## Gefährdung
Wie viele andere madegassische Buntbarsche ist auch Paratilapia polleni nach Angaben der IUCN gefährdet (Vulnerable). Das gesamte, im Nordwesten von Madagaskar gelegene Verbreitungsgebiet ist stark fragmentiert.